# Pawe-Spezialworeda
Die Pawe-Spezialworeda ist eine der 21 Woredas in der Region Benishangul-Gumuz innerhalb von Äthiopien.
Zusammen mit der Mao-Komo-Spezialworeda ist sie die einzige Spezialworeda der Region. Sie wurde 1994 geschaffen, um die Konflikte zwischen Siedlern und den Gumuz zu entschärfen.

## Lage
Sie liegt in keiner Verwaltungszone von Benishangul-Gumuz und hat daher nicht den Status einer normalen Woreda. Im Süden und Westen wird Pawe von der Metekel-Zone und im Norden und Osten von der Region Amhara begrenzt.

## Bevölkerung
Nach der zentralen Statistik von 2005 wird die Bevölkerung der Woreda auf etwa 50.000 geschätzt. Die Fläche beträgt 567,51 km², was eine Bevölkerungsdichte von knapp 88 Personen auf einen km² ergibt. Die größten Orte von Pawe sind Almu, Felege Selam und Ketema.